# Peter Immesberger
Peter Immesberger (Kindsbach, 18 aprile 1960) è un ex sollevatore tedesco occidentale, ha gareggiato nelle categorie dei pesi medio-massimi (fino a 90 kg) e dei pesi massimi primi (fino a 100 kg).

## Carriera
Peter Immesberger ha partecipato alle Olimpiadi di Los Angeles 1984 nei pesi medio-massimi, competizione valida anche come campionato mondiale, giungendo al 4º posto con 350 kg. nel totale, a soli 2,5 kg. dalla medaglia di bronzo del britannico David Mercer.
Quattro anni dopo ha partecipato alle Olimpiadi di Seul 1988 nei pesi massimi primi, terminando la competizione anche questa volta al 4º posto, venendo però successivamente avanzato al 3° a seguito della squalifica per doping del 2º classificato in quella gara, l'ungherese Andor Szanyi, e conquistando pertanto la medaglia di bronzo con 395 kg. nel totale, alle spalle del sovietico Pavel Kuznecov (425 kg.) e del rumeno Nicu Vlad (402,5 kg.).
Ai campionati mondiali di sollevamento pesi, oltre al 4º posto di Los Angeles 1984, vanta come migliore piazzamento due settimi posti nel 1983 e nel 1986.
Si è ritirato dall'attività agonistica nel 1992.